# A Conspiracy of Hope
A Conspiracy of Hope was een reeks benefietconcerten ten bate van Amnesty International. De hoofdacts van deze shows waren de Ierse band U2, Bryan Adams en Sting. Andere artiesten die tijdens deze shows meespeelden waren onder anderen Joan Baez, Peter Gabriel, Lou Reed en The Neville Brothers. Tijdens de laatste drie concerten was een reünie van The Police.

## Tourdata
- 4 juni 1986 - Cow Palace - San Francisco
- 6 juni 1986 - The Forum - Los Angeles
- 8 juni 1986 - McNichols Sports Arena - Denver
- 11 juni 1986 - The Omni - Atlanta
- 13 juni 1986 - Rosemount Horizon - Chicago
- 15 juni 1986 - Giants Stadium - East Rutherford

Bono · The Edge · Adam Clayton · Larry Mullen jr.